# تونینو چروی
تونینو چروی (ایتالیایی: Tonino Cervi؛ ۴ ژوئن ۱۹۲۹ – ۱ آوریل ۲۰۰۲) کارگردان فیلم، تهیه‌کننده فیلم، و فیلم‌نامه‌نویس اهل ایتالیا بود.
از فیلم‌ها یا مجموعه‌های تلویزیونی که وی در آن‌ها نقش داشته‌است، می‌توان به شب بزرگ، خسیس، به نوبت، بیمار خیالی، امشب در منزل آلیس و امروز می‌کشیم، فردا می‌میریم! اشاره نمود.